# Стайнберг, Уильям
Уильям Стайнберг (англ. William Steinberg; собственно Ханс Вильгельм Штайнберг, нем. Hans Wilhelm Steinberg; 1 августа 1899[…], Кёльн, Пруссия — 16 мая 1978[…], Нью-Йорк, Нью-Йорк) ― немецкий и американский дирижёр еврейского происхождения.

## Биография
Рано проявил музыкальные способности как скрипач, пианист и композитор, в 13 лет продирижировав собственным хорально-оркестровым сочинением на текст «Метаморфоз» Овидия. В 1914 г. поступил в Кёльнскую консерваторию, которую окончил с отличием в 1919 г., получив Вюльнеровскую премию за дирижирование. Его учителями были Ладзаро Уциелли, ученик Клары Шуман (фортепиано), и Герман Абендрот (дирижирование).
Сразу же по окончании консерватории поступил в группу вторых скрипок в оркестр Кёльнской оперы, но был уволен Отто Клемперером за использование собственной техники игры. Вскоре был назначен ассистентом Клемперера, в 1922 г. дирижировал «Иудейкой» Ф. Галеви. В 1924 г., после ухода Клемперера, стал главным дирижёром. Через год уехал в Прагу, где дирижировал в немецком театре. Вскоре стал музыкальным руководителем Франкфуртской оперы, где в 1930 г. дирижировал мировой премьерой одноактной оперы А. Шёнберга «С сегодня на завтра» (Von heute auf morgen).
В 1933 г. был уволен нацистами; ему разрешалось дирижировать только концертами для Еврейской культурной лиги во Франкфурте и Берлине. В 1936 г. уехал из Германии в Палестину. Вместе с Брониславом Губерманом основал Симфонический оркестр Палестины, ставший впоследствии Израильским филармоническим оркестром. Стайнберг дирижировал этим оркестром в 1936 г., во время визита Артуро Тосканини. Тосканини был до такой степени восхищён подготовительной работой Стайнберга к концертам, что избрал его своим ассистентом в подготовке радиоконцертов оркестра NBC.
В 1938 г. уехал в США. В 1938—1940 гг. концертировал с оркестром NBC, в 1943—1944 гг. — с Нью-Йоркским филармоническим оркестром, тогда же дирижировал в Санфранцисской опере. В 1945—1952 гг. — музыкальный руководитель Филармонического оркестра Буффало, в 1952—1976 гг. — Питтсбургского симфонического оркестра.
В 1958—1960 гг. дирижировал Лондонским филармоническим оркестром. В 1969—1972 гг. — музыкальный руководитель Бостонского симфонического оркестра, с которым уже имел успешный опыт работы в качестве приглашённого дирижёра. В 1966—1968 гг. — главным приглашённый дирижёр Нью-Йоркского филармонического оркестра. Выступал в качестве приглашенного дирижёра с большинством крупнейших оркестров США, включая Чикагский симфонический оркестр, Кливлендский оркестр, Лос-Анджелесский филармонический оркестр, Симфонический оркестр Сан-Франциско, а также Филадельфийский оркестр. За границей дирижировал Симфоническим оркестром Баварского радио, Берлинским филармоническим оркестром, Монреальским симфоническим оркестром и Симфоническим оркестром Кёльнского радио. Записывался для лейблов Capitol Records, Command Classics, Deutsche Grammophon, Everest Records, Musicraft, а также для RCA Victor. С Филармоническим оркестром Буффало записал премьерное исполнение Седьмой («Ленинградской») симфонии Шостаковича. Получил звезду на Голливудской аллее славы. Состоял членом национального братства мужчин-музыкантов Phi Mu Alpha Sinfonia.
Репертуар Стайнберга был чрезвычайно широк, включая личную симпатию к музыке Элгара и Воан-Уильямса. Он осуществил ряд важных премьер, в том числе «Шести пьес для большого оркестра», Op. 6 Антона Веберна. Осуществил знаменитую запись «Планет» Холста с Бостонским симфоническим оркестром, открыв для себя это произведение в возрасте 70 лет.

## Дирижёр и музыкальный руководитель
- 1924 Кёльнская опера[нем.]
- 1925—1929 Государственная Опера, Прага
- 1929—1933 Франкфуртская опера, Франкфурт-на-Майне
- 1936—1938 Симфонический оркестр Палестины
- 1945—1952 Филармонический оркестр Баффало
- 1952—1976 Питтсбургский симфонический оркестр
- 1958—1960 Лондонский филармонический оркестр
- 1969—1972 Бостонский симфонический оркестр

## Избранная дискография
Записи с Бостонским Симфоническим Оркестром для лейбла RCA Records:
- 1970 Антон Брукнер: 6-я Симфония
- 1970 Поль Дюка: «Ученик чародея»
- 1970 Камиль Сен-Санс: «Пляска смерти» («Danse macabre»), совместно с Джосефом Силверстайном, скрипка
- 1969 Франц Шуберт: Симфония № 9 «Большая», до мажор, D 944
- 1970 Рихард Штраус: «Веселые проделки Тиля Уленшпигеля», Op. 28

Записи с Бостонским Симфоническим Оркестром для лейбла Deutsche Grammophon:
- 1971 Пауль Хиндемит: Концертная музыка для струнных и медных
- 1971 Пауль Хиндемит: «Художник Матис»
- 1970 Густав Холст: Планеты
- 1971 Рихард Штраус: «Так говорил Заратустра», Op. 30